# Club Deportivo Baskonia
Il Club Deportivo Baskonia, chiamato comunemente Baskonia, è una società calcistica con sede a Basauri, nei Paesi Baschi, in Spagna. 
Gioca nella Tercera División RFEF, la quinta serie del campionato spagnolo. È la seconda squadra riserve dell'Athletic Bilbao dopo il Bilbao Athletic.

## Storia
Il Baskonia è stato fondato nel 1913 nella città di Basauri. Considerato un club storico della Spagna, deve il suo nome alla società siderurgica Basconia, oggi scomparsa, principale motore economico della città di Basauri e responsabile della conversione di questa città da piccolo paese rurale a realtà industriale. Il club visse il miglior periodo sportivo verso il termine degli anni cinquanta, quando venne promosso in seconda divisione, rimanendovi dal 1954 al 1960.
Oggi il Baskonia è conosciuto soprattutto per essere la seconda filiale dell'Athletic Bilbao, che vi manda a maturare i giovani appena usciti dalla propria cantera. Numerosi sono quindi i giocatori dell'Athletic che hanno cominciato la carriera professionistica con la maglia giallo-nera del Baskonia. Per contro la squadra non può essere promossa nella categoria superiore, la Segunda División B, almeno fino a quando in essa militerà il Bilbao Athletic, altra filiale della principale squadra basca.

## Palmarès

### Competizioni nazionali
- Tercera División: 4

1956-1957, 1984-1985, 1997-1998, 2002-2003
- Tercera Federación: 1

2024-2025 (gruppo 4)

### Altri piazzamenti
- Tercera División:

Secondo posto: 1986-1987
Terzo posto: 1981-1982, 2003-2004

## Statistiche e record

### Partecipazione ai campionati
- 2ª División: 7 stagioni
- 2ª División B: 8 stagioni
- 3ª División: 45 stagioni